# リチャード3世の発掘と再埋葬

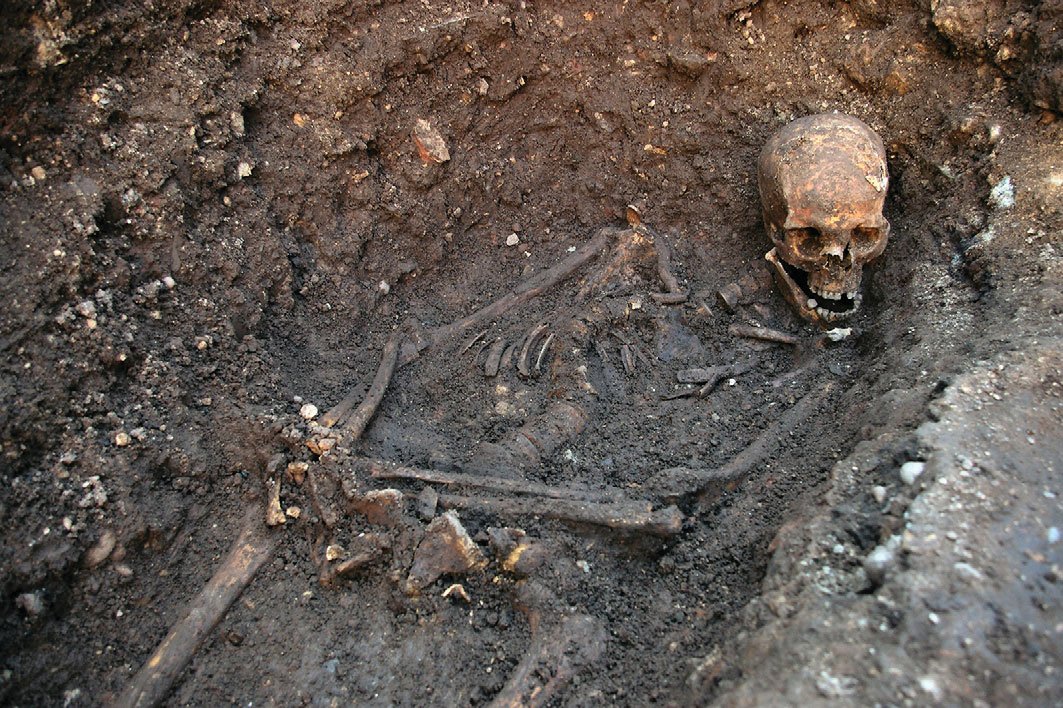
発見当初のリチャード3世の遺体

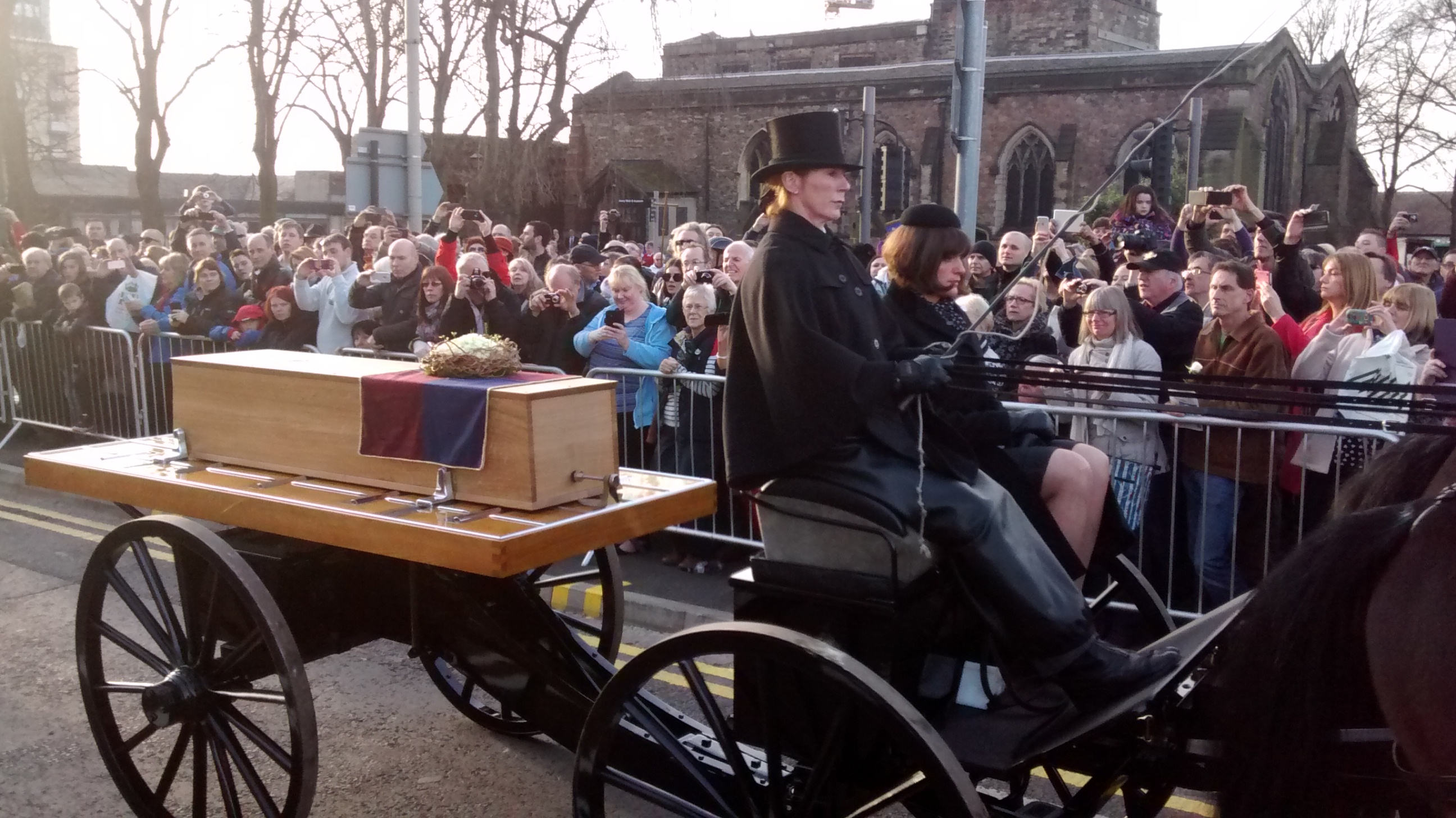
現代の新しい棺に納められたリチャード3世の葬列

リチャード3世の発掘と再埋葬（リチャード3せいのはっくつとさいまいそう）は、イングランド王リチャード3世の遺体が、2012年9月にイングランド・レスターのグレイフライアーズ（修道院）の跡地から発掘されてから、人類学的調査ならびに遺伝子解析が行われ、2015年3月26日にレスター大聖堂へ再埋葬されるまでの一連の出来事を指す。
リチャード3世はヨーク家最後の君主かつ事実上のプランタジネット家最後の君主であり、1485年8月22日に薔薇戦争最後の戦い・ボズワースの戦いで落命したため、遺体はレスターの修道院グレイフライアーズに運ばれ、敷地内に粗末な墓が建てられることになる。しかし、1538年の修道院解散と引き続いた取り壊しの過程で、リチャード3世の墓は失われ、この後、彼の遺骨はソアー川にかかるバウ橋（Bow Bridge）付近から流されたという誤った言説が広まっていた。
リチャード3世の遺体探しは2012年8月に始まり、「リチャード探し（Looking for Richard）」と銘打たれたこのプロジェクトは、リチャード3世協会の支援を受けて進められた。発掘調査は地元自治体であるレスター・シティ・カウンシル協力の下、レスター大学発掘調査隊が中心を担った。発掘初日、30代男性と思われる遺骨が発見されたが、遺体にはひどい外傷痕が残され、脊椎側彎症所見を含めいくつか身体的特徴があり、科学的分析のために全身が発掘された。男性の死因は、大きな刃の武器（例えばハルバードなど）の一振りで、脳に至るまで頭蓋骨後方を斬り付けられたこと、また脳を貫くように剣で突かれたことのどちらかと考えられ、遺骨に付けられたその他の傷は、死後の復讐という意味合いの「恥辱の傷（humiliation injuries）」として死後に付けられた可能性がある。
遺骨は、死亡年齢がリチャード3世が殺害された当時の年齢と合致し、かつ彼が死亡した時代のものであり、身体的特徴も王とよく一致している。事前の遺伝子診断で、遺骨から抽出されたミトコンドリアDNAが、リチャード3世の姉アン・オブ・ヨークに繋がる2つの母系出自と一致した（一方はアンから数え17世子孫、他方は19世子孫）。これらの発見と、その他の歴史的・科学的・考古学的証拠を合わせ、レスター大学は2013年2月4日に、遺骨はリチャード3世のものと考えられると発表した。
考古学者達は、遺骨の発掘調査を許可する条件として、リチャード3世が見つかった場合には、その遺骨はレスター大聖堂に再埋葬されるべきである、との意見で合意していた一方で、その他の再埋葬先として、ヨーク・ミンスターやウェストミンスター寺院がふさわしいのではないかという異論も出た。最終的に法廷闘争では裁判所がこれらの決定に関与するためのいかなる法律も存在しないことが確認されたため、改葬は2015年3月26日にレスターで行われ、カンタベリー大主教やその他のキリスト教宗派幹部が出席し、その様子はテレビ中継された。

## 王の死と当初の埋葬

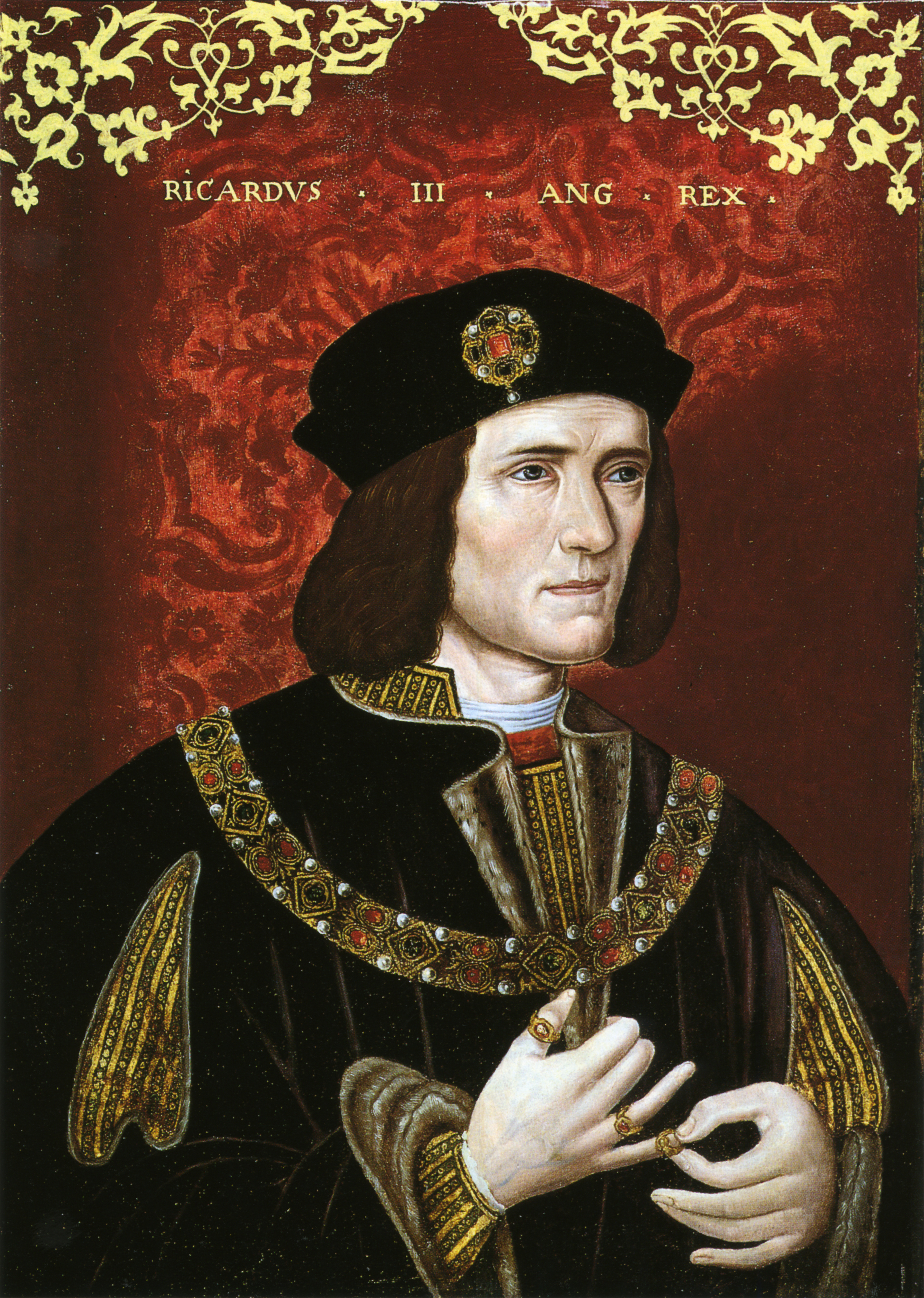
リチャード3世の肖像画、画家不明、16世紀後半。右肩が上がっているのは脊椎側彎症の証拠とも言われる

リチャード3世は、ヘンリー・テューダー（のちのヘンリー7世）らの勢力と争った薔薇戦争最後の戦い・ボズワースの戦いにて、1485年に落命した。ウェールズ人の詩人グトー・グリンは、ヘンリー軍のウェールズ人兵士だったサー・リース・アプ・トーマスがリチャード3世に致命傷を与えたと書き綴っている。リチャード3世はイングランド史において、戦死した最後のイングランド王となった。
リチャード3世の遺体は裸にされてレスターへ運ばれ、当地で公衆の面前に晒された。詠み人不明の『ボズワース・フィールドのバラード』では、「ニューアークに横たえられ、大勢が彼を見物に来た」"in Newarke laid was hee, that many a one might looke on him" と書かれているが、これは中世レスターの郊外にあるランカスター派創設の教会、ニューアークの聖母受胎告知教会と考えられている。年代史家ポリドール・ヴァージルによると、ヘンリー7世はロンドンへ向かう前にレスターへ「2日間滞在し」("tarried for two days")、ヘンリー7世の出発と同日の1485年8月25日に、リチャード3世の遺体は「レスターにあるフランシスコ会の修道院に」「葬儀もなしに」("at the convent of Franciscan monks [sic] in Leicester" / "no funeral solemnity") 埋葬された。ウォリックシャーの司祭・好古家だったジョン・ラウスは、1486年から1491年にかけての記述で、リチャード3世は「レスターの小修道院のクワイヤの中へ」("in the choir of the Friars Minor at Leicester") 埋葬されたと記録している。リチャード3世の埋葬場所は別の場所だとする後世の記述も散在していたが、現代の調査者たちの間ではヴァージルとラウスの記述が最も信用できるものだと考えられていた。

### 埋葬場所
埋葬から10年後の1495年、ヘンリー7世はリチャード3世の墓の目印として、大理石・アラバスターでできたモニュメントを作らせた。製作費については支払いを巡る係争に絡んだ法的書類に記録されており、墓の作成とノッティンガムからレスターまでの搬送に対して、2人の男がそれぞれ£50、£10.1sを受け取ったことが記載されている。墓に関する一人称記載は残っていないが、1577年にラファエル・ホリンズヘッドが「[リチャード3世の]人となりを示すアラバスターの肖像画」("a picture of alabaster representing [Richard's] person") が組み込まれていると記述している（恐らくは直接見た人物の記載を引用している）。40年後、サー・ジョージ・バックは「彼の肖像画で飾られた混色大理石の美しい墓」("a fair tomb of mingled colour marble adorned with his image") だったと述べており、墓にあったエピタフも記録している。
1538年に行われたグレイフライアーズの修道院解散に伴い修道院の建物は取り壊されたが、記念碑もまた取り壊されたか、風雨に晒されて緩徐に朽ち果てたと考えられている。修道院の跡地はリンカンシャーの土地相場師2名に売り渡され、その後レスター市長ロバート・ヘリック (Robert Herrick) が取得した（彼は詩人のロバート・ヘリックのおじである）。市長ヘリック卿はフライアリー・レーン (Friary Lane) 近くに大邸宅を建て（現在はグレイ・フライアーズ・ストリート (Grey Friars Street) の地下に埋められている）、残りの部分を庭園に改装した。リチャード3世の記念碑はこの時までに失われていたが、それでも墓の場所は広く知られていた。古物商のクリストファー・レン（同名の建築家の父）は、ヘリックが墓の場所に3フィート (0.91 m)ある石柱製の記念碑を建て、「ここにリチャード3世が眠る、かつてイングランド王だった者」("Here lies the Body of Richard III, Some Time King of England.") と刻んだことを書き残している。石柱は1612年の段階で確認出来るが、1844年までには再び失われた。
地図学者・古物商のジョン・スピードは1611年の自著 "Historie of Great Britaine" の中で、リチャード3世の遺体は「市外に運ばれ、尊厳もないままに、町の西側を流れるソー[川]の支流に架かるバウ橋のたもとに流された」("borne out of the City, and contemptuously bestowed under the end of Bow-Bridge, which giveth passage over a branch of Soare upon the west side of the town.") と地元で伝承されていると綴っている。彼の記述は後世の文筆家たちに広く受け入れられた。1856年には地元の建築業者の手によって、バウ橋の隣にリチャード3世の記念案内板が立てられ、「この場所近くに1485年に世を去ったプランタジネット家末裔のリチャード3世が眠る」("Near this spot lie the remains of Richard III the last of the Plantagenets 1485.") と刻まれた。1862年には橋付近の河川堆積物から人骨が見つかり、リチャード3世が発見されたと話題になったが、詳しい調査の結果20代前半の男性と判定され、リチャード3世ではないと結論付けられた。
スピードの記載の原典が何かは不明なままである。記載には出典がなく、先行する文献も見つかっていない。著述家のオードリー・ストレンジ (Audrey Strange) は、1428年にジョン・ウィクリフの遺体がラターワーズ近くで冒涜された一件と混同したのではと示唆している（暴徒がウィクリフの遺体を発掘し、骨を燃やしてスウィフト川へ投げ捨てた）。イギリスの歴史家ジョン・アッシュダウン＝ヒルは、スピードがリチャード3世の墓の位置を勘違いし、墓がないことに対する合理的な説明を考えたのではないかと述べている。もしスピードがヘリックの地所を訪れていれば記念碑と庭園は見られたはずだが、代わりに彼はこの場所について「イラクサや雑草が生い茂っている」("overgrown with nettles and weeds") と書いているほか、墓の痕跡は見られなかったとしている。スピードが書いたレスターの地図では、グレイフライアーズの位置としてかつてブラックフライアーズ (Blackfriars) があった場所が描かれており、このことからも彼が墓の位置を勘違いしていたことが窺われる。
また別の地域伝承では、リチャード3世の遺体は石棺に納められたとあるが、スピードはこれも今や「普通の宿場で馬に水を飲ませる飼い葉桶になっている」("now made a drinking trough for horses at a common Inn.") と記している。棺があったのは事実のようで、ジョン・イーヴリンは1654年の訪問を記録しているほか、1700年に訪れたセリア・ファインズは、「彼が眠る墓石の欠片を見たが、その身体が眠る通りの形に切り出されていた。[棺は]レスターのグレイハウンド・[イン]で見られるが、一部が壊れている」("a piece of his tombstone [sic] he lay in, which was cut out in exact form for his body to lie in; it remains to be seen at ye Greyhound [Inn] in Leicester but is partly broken.") と書いている。1758年には歴史家のウィリアム・ハットンが棺を見つけ、この頃には「時が成せる破壊に耐えきれず」("not withstood the ravages of time")、既に朽ちた状態だったと綴っている（この頃にはギャロウツリー門 (Gallowtree Gate) のホワイト・ホース・イン (White Horse Inn) で保管されていた）。棺がどこにあるのかは既に分からなくなっているが、様々な描写を見る限り15世紀末の様式には合致せず、リチャード3世と関係があった可能性も低い。むしろ、修道院解散に伴う取り壊し作業の後、何らかの宗教施設から持ち出されたもののひとつである可能性が高い。

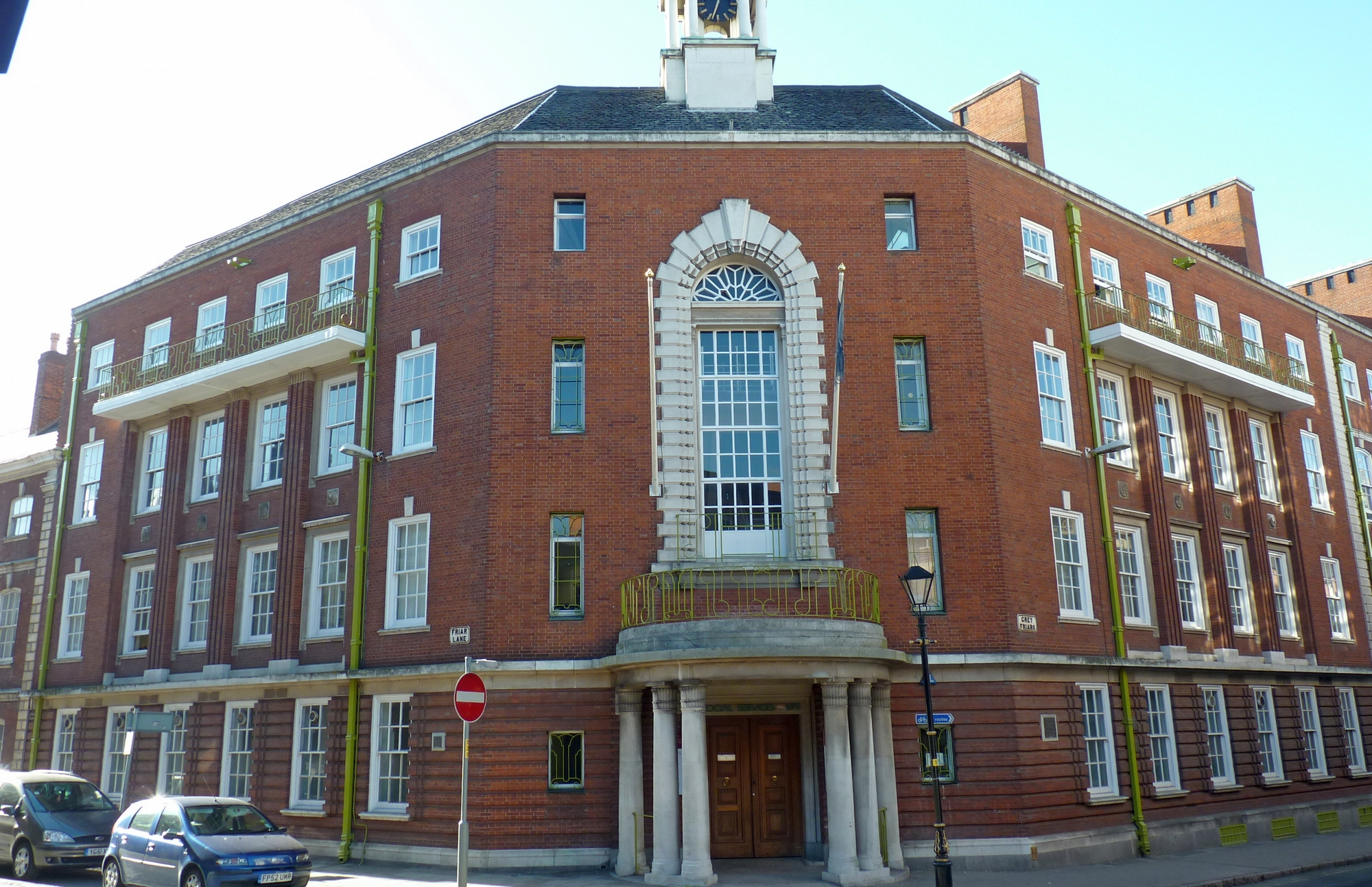
グレイフライアーズ1番地は、1936年から1965年までレスターシャー・カウンティ・カウンシルが同事務所として使用していたが、元々はヘリック邸の跡地にある

ヘリックの大邸宅であるグレイフライアーズ・ハウス (Greyfriars House) は代々家族で相続されていたが、彼の曾孫サミュエルが1711年にこの土地を売却した。土地は分割された上で1740年に売却され、3年後には西側を横切るようにニュー・ストリート (New Street) が通された。この通りに沿って家々が立てられた時、多くの埋葬者が見つかった。フライアー・レーン17番地 (17 Friar Lane) にあるタウンハウスは、1759年に元の土地の東側に立てられ、現存している。19世紀中にわたってこの場所には多くの建物が建築され、1863年にはアルダーマン・ニュートンズ・スクールも立てられている。ヘリックの大邸宅は1871年に取り壊され、現在のグレイ・フライアーズ・ストリート (Grey Friars Street) は1873年に通されたほか、レスター信託貯蓄銀行 (Leicester Trustee Savings Bank) など多くの商業施設が建築されている。1915年にはレスターシャー・カウンティ・カウンシルが残りの土地を取得し、1920年代から30年代にかけてカウンティ事務所を建築した。カウンティ・カウンシルは1965年に、新しいカウンティ役所の開設に伴って移転した。ヘリックの庭園があった場所は1944年頃に職員用駐車場となり、その他の建物が建てられることはなかった。
2007年、グレイ・フライアーズ・ストリートに1950年代からあった平屋が取り壊され、考古学者たちが中世の修道院の跡地を発掘調査する機会が得られた。発掘範囲はごくわずかで、中世以降の石棺の蓋の破片が見つかっただけだった。この発掘調査より、修道院の敷地は以前考えられていたより西側に広がっていたことが分かった。

## 「リチャードを探して」プロジェクト

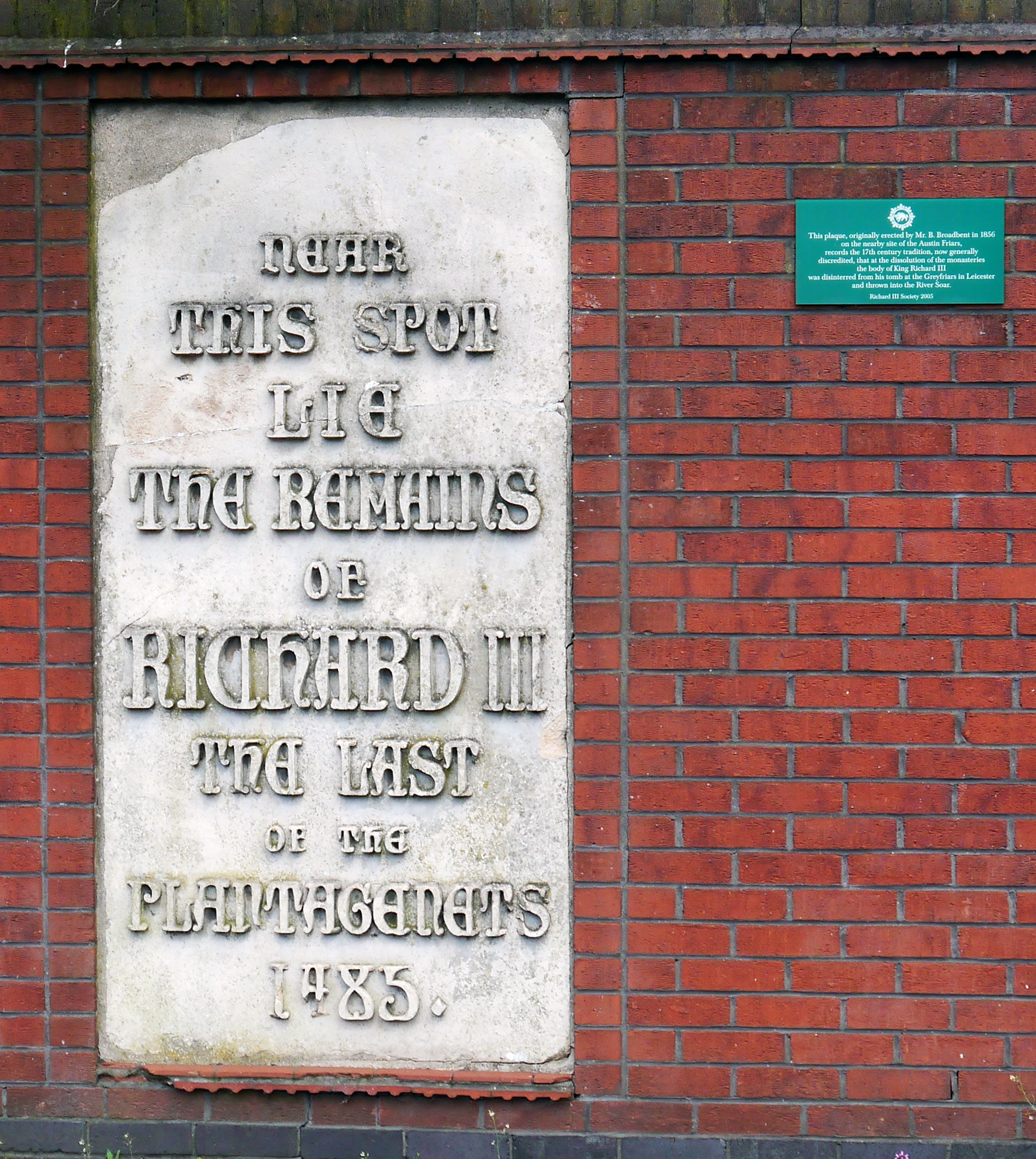
レスター、バウ橋の近くに建てられたプラークには（1856年製）、リチャード3世の遺体がソー川に流されたという話が記されている。小さなプラークは2005年にリチャード3世協会によって加えられたもので、大きな銘板の記述に異を唱えている

リチャード3世の遺体の在処は、王の貶められた名誉回復を目的にした団体・リチャード3世協会のメンバーにとって注目の的であり続けた。1975年にはオードリー・ストレンジが、協会の学会誌 "The Ricardian" へ、リチャード3世の遺体はレスターシャー・カウンティ・カウンシルの駐車場に埋まっているのではないかという学説を発表した。同じ言説は1986年にも繰り返され、歴史家のデイヴィッド・ボールドウィンが遺体は現在でもグレイフライアーズ地区にあるとした。彼は「（今ではありえないだろうが）、21世紀のどこかで、発掘者がこの有名な君主の遺体の一部でも見つけることがあるかもしれない」("It is possible (though now perhaps unlikely) that at some time in the twenty-first century an excavator may yet reveal the slight remains of this famous monarch.") と述べている。
リチャード3世協会は王墓の可能性がある場所に関して議論を続けていたが、実際の調査には乗り出さなかった。個々の協会員が調査の可能性を示唆していたものの、レスター大学も地元の歴史家・考古学者たちも発掘調査に挑戦はしなかった。恐らくは、ジョン・スピードの記述通り、墓は既に散逸し、遺骨は川に流されたという言説が広く信じられていたためだろうとされている。
2004年と2005年に、リチャード3世協会スコットランド支部の秘書だったフィリッパ・ラングリーは、リチャード3世伝の脚本を書くためレスターで調査旅行を行い、ある駐車場が調査の鍵ではないかと確信した。2005年、ジョン・アッシュダウン＝ヒルは、ミトコンドリアDNAを辿ってリチャード3世の姉アン・オブ・ヨークに繋がる2つの母系子孫を見つけたと公表した。また彼は、フランシスコ会の修道院の間取りに関する知識から、グレイフライアーズにあった修道院の遺物は駐車場の地下にあり、幸いなことに建物は建てられていないと結論付けた。アッシュダウン＝ヒルの研究を聞いたラングリーは彼に、チャンネル4の歴史番組『タイム・チーム』のプロデューサーへ駐車場の発掘調査に関し連絡するよう主張したが、この番組で行われている3日間の発掘調査では時間が足りないとして諦めることになった。
3年後、著述家のアネット・カーソン (Annette Carson) が、自身の書籍 "Richard III: The Maligned King"（ヒストリー・プレス、2008・2009年）の中で、遺体が駐車場の下に埋まっているとする独自の結論を出版した。彼女はラングリーとアッシュダウン＝ヒルへ、更なる調査を行うよう働きかけた。この時までにラングリーは、自身で「動かぬ証拠」("smoking gun") と呼ぶ中世レスターの地図を手に入れ、グレイフライアーズ修道院が現在ある駐車場の北端に当たることを突き止めていた。
2009年2月、ラングリーとカーソン、アッシュダウン＝ヒルは、リチャード3世協会の一員であるデイヴィッド・ジョンソンとその妻ウェンディ (David & Wendy Johnson) に対し、「リチャードを探して：王探し」"Looking for Richard: In Search of a King" と銘打ったプロジェクトの開始を働きかけた。プロジェクトの前提はリチャード3世の墓を探して「同時に本当の物語を語る」("while at the same time telling his real story") ことであり、その目的は「ボズワースの戦いでの死後、著明に否定された彼の名誉・尊厳・敬意をもって、遺体を探し、取り戻し、再埋葬すること」("to search for, recover and rebury his mortal remains with the honour, dignity and respect so conspicuously denied following his death at the battle of Bosworth.") にあった。レスターの意思決定者たちからの支援を取り付けるため、ラングリーはテレビドキュメンタリー用にダーロウ・スミス・プロダクションズからの資金調達を取り付け、彼女は同番組を「指標となるテレビスペシャル」("landmark TV special") と想定していた。
プロジェクトはレスター・シティ・カウンシル、レスター・プロモーションズ（Leicester Promotions、観光客誘致を担っている）、レスター大学、レスター大聖堂、ダーロウ・スミス・プロダクションズ、そしてリチャード3世協会と複数のキーパーソンから後ろ盾を得た。第一段階である発掘調査前の研究資金は、リチャード3世協会の基金ならびに、「リチャードを探して」計画のメンバーからカンパで賄われたほか、レスター・プロモーションズが掘削費35,000ポンドの拠出に同意した。レスター大学考古学サービス（大学の独立部門）が考古学調査の指揮を執ることが決まった。

## グレイフライアーズ計画と発掘

現代の地図にグレイフライアーズの配置図を重ねたもの。リチャード3世の遺骨は2012年9月に青い点で示されているクワイヤの中心から見つかった

2011年3月、グレイフライアーズの土地評価が始まり、どこに修道院が建っていたのか、またどこを発掘するのがふさわしいか検討が始まった。机上評価で考古学的調査を行う価値があるか判断され、引き続いて2011年8月には地中レーダー探査が行われた。地中レーダー探査の結果は非決定的で、かき乱された地面と破壊の残骸が層になっていて、明らかな建物跡は見つからなかった。一方で調査は、この場所を通る水道管やケーブルなど現代の敷設物を見つけ出すのに有用だった。
調査場所候補は3箇所挙げられ、ひとつはレスター・シティ・カウンシル社会福祉事務所の職員駐車場、他は旧オールダーマン・ニュートンズ・スクール (Alderman Newton's School) の使用されなくなった運動場、またニュー・ストリートの公共駐車場だった。まず社会福祉事務所の駐車場を2本掘り返し、第3の案として運動場を掘り返す計画となった。グレイフライアーズ跡地にはその大半に建物が建てられていたため、以前の敷地で発掘可能なのは17%でしかなく、加えて資金面での制限から調査可能なのは跡地の1%であった。
発掘調査の計画はリチャード3世協会の雑誌 "Ricardian Bulletin" 2012年6月号に掲載されたが、1か月後にはメインスポンサーのひとつが1万ポンドの資金不足を残して撤退した（ただし、その後複数のリカーディアン団体の人々から2週間で13,000ポンドの寄付が寄せられた）。作業開始にあたり、2012年8月24日にレスターで記者会見が行われた。考古学者のリチャード・バックリー (Richard Buckley) は、「我々は埋葬場所だけでなく、教会がどこにあったのかという正確な位置すら知らない」("We don't know precisely where the church is, let alone where the burial site is.") と述べ、計画は長期戦になるだろうと認めた。この前にバックリーは、計画自体のオッズについてラングリーへ、「よくて教会を見つけるのが50%、墓を見つけるのが10%の確率」("fifty-fifty at best for [finding] the church, and nine-to-one against finding the grave.") と述べていた。

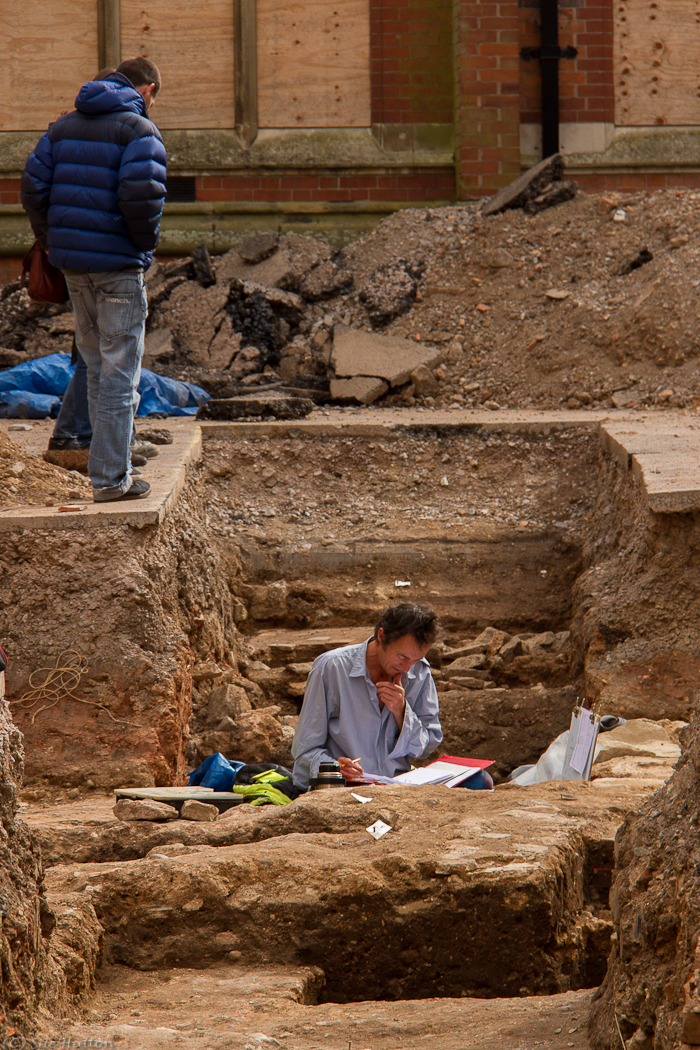
2012年9月、グレイフライアーズの跡地で作業に当たる考古学者たち。この場所は旧オールダーマン・ニュートンズ・スクールの運動場だった

掘削作業は記者会見の翌日から開始され、幅1.6メートル (5.2 ft)・長さ30メートル (98 ft)の溝をおおむね南北に掘る形で進められた。現代建築の残骸が残る層が取り除かれ、かつての修道院跡の層に至った。溝の北端から約5メートル (16 ft)の場所、深さ約1.5メートル (4.9 ft)で平行に並んだヒトの脚の骨が見つかり、破壊を免れた埋葬がそこにあることが示唆された。この骨は、溝に沿って追加の発掘調査が行われる間、一時的に覆いが掛けられることになった。続いて翌日には、平行な溝が南西方向に掘られた。続く発掘で中世の壁や部屋の証拠が明らかとなり、考古学者たちは修道院のどこにいるのか指し示せるようになった。初日に見つかった骨は修道院の東側にあることが分かったが、この場所はリチャード3世が埋葬されたと言われているクワイヤの可能性があった。8月31日、レスター大学は司法省から最大6体の人骨を発掘する許可証を得た。調査範囲を狭めるため、教会内に埋まっている30代男性の遺骨のみを発掘することになった。
8月25日に見つかった骨は9月4日に発掘され、続く2日間で墓土が掘り返された。足は失われており、頭蓋骨は不自然に転がった状態で見つかったが、これらは遺体がやや小さい墓に押し込まれたことと合致していた。脊柱はS字に湾曲していた。棺があった証拠は見つからず、見つかった姿勢から死に装束もまとわせず、急いで墓に押し込んで埋められたことが推察された。遺骨を地中から取り出すと、椎骨の下から錆びた鉄片が見つかった。遺骨の手は右腰で交差した不自然な姿勢であり、埋葬の際に縛られていたことが示唆されているが、その確証はない。発掘作業の後、溝での作業がその後数週間にわたって進められ、その後は損傷を防ぐため土で覆われ、元の駐車場・運動場として原状復帰された。

## 発見物の分析

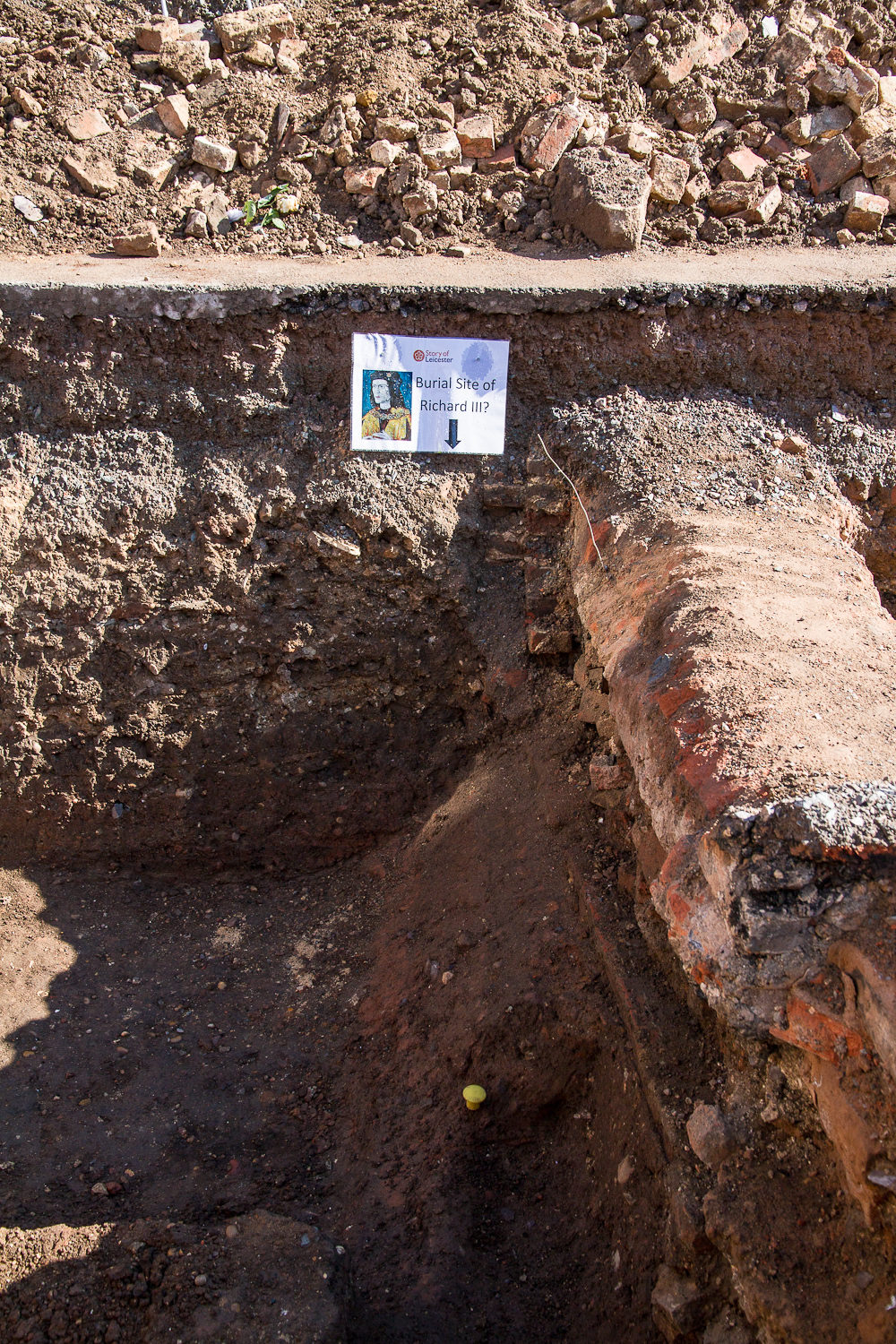
リチャード3世が発見された場所。旧グレイフライアーズのクワイヤ壁に面していた

2012年9月12日、レスター大学のチームは見つかった人骨がリチャード3世の可能性があると発表したが、注意を払う必要があると強調した。人骨が成人男性だったこと、修道院のクワイヤの下に埋まっていたこと、片方の肩が他方より明らかに高く著明な脊椎側彎症所見を示していたことは、リチャード3世である可能性を強めていた。鏃と思われる物体が脊柱の下から見つかり、頭蓋骨は大きな損傷を受けていた。

### DNA解析
人骨の発掘後、調査の主眼は発掘調査から人骨の実験室的分析に移った。ジョン・アッシュダウン＝ヒルは、系譜学的調査でリチャード3世の姉アン・オブ・ヨークの母系子孫を辿った（アンの子孫は、彼女の娘アン・セント・リーガーの家系が現存していた）。ケヴィン・シューラーが同じ家系から2人の人物を見つけ出した。
アッシュダウン＝ヒルの調査は、2003年にリチャード3世の姉マーガレット・オブ・ヨークのDNA配列を得ようとした際の成果であった（この年、彼女の埋葬地であるベルギー・メヘレンにあるフランシスコ会の教会から見つかった遺骨の鑑定が行われていた）。彼はオックスフォード・アシュモレアン博物館に納められているエドワード4世（リチャード3世の兄王）の毛髪からミトコンドリアDNAを抽出しようとしたが、DNAは劣化しており抽出には失敗した。アッシュダウン＝ヒルは代わりにリチャード3世の母セシリー・ネヴィルの母系子孫を系譜学的に辿ることにした。2年後、彼は第二次世界大戦後にカナダへ移住したイギリス生まれの女性ジョイ・イブセン（旧姓ブラウン、英: Joy Ibsen (née Brown)）がリチャード3世の姉アン・オブ・ヨークの直系子孫であることを突き止めた（彼女はリチャード3世の16代めいに当たる）。イブセンのミトコンドリアDNAを調べた結果、ハプログループJに属していることが分かり、リチャード3世のミトコンドリアDNAのハプログループも推定された。イブセンのミトコンドリアDNAにより、メヘレンで見つかった人骨はマーガレットのものではないことが判明した。

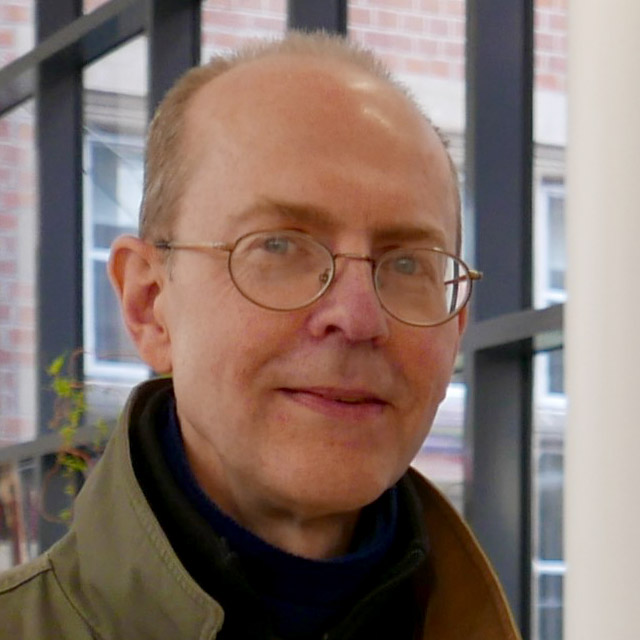
マイケル・イブセン、リチャード3世の17代甥

引退したジャーナリストだったジョイ・イブセンは2008年に亡くなり、マイケル、ジェフ、レスリー (Michael, Jeff, and Leslie) と3人の息子が残された。2012年8月24日、彼女の息子であるマイケル（1957年カナダ生まれ、ロンドンで木工家具職人として働いていた）が、発掘された人骨との比較用として口腔内スワブ検体を研究チームへ提供した。分析により、発掘された人骨とマイケル・イブセン、またもうひとりの母系子孫の3名が極めて稀なミトコンドリアDNA配列を共有していることが分かり、そのハプログループはハプログループJ1c2cと分かった。
もうひとりの母系子孫はイングランドに住むオーストラリア人ウェンディ・ダルディグ (Wendy Duldig) で、アン・オブ・ヨークから数えて19世の子孫である。ダルディグ本人には生存している子どもはいないが、アンの孫娘キャサリン・コンステイブル（旧姓マナーズ (Manners) ）がイブセン家と共通の先祖である。ダルディグの先祖を含め、コンステイブルの子孫はニュージーランドに移住したと伝えられている。ダルディグのミトコンドリアDNAは1箇所の変異を除いてよく合致したと報じられている。
ミトコンドリアDNA配列は一致したものの、遺伝学者テュリ・キングは父系遺伝するY染色体ハプログループがジョン・オブ・ゴーントのものと一致するかどうか追加の調査を加えた。ゴーントの父系系列は4家残っており、分析結果が相互に比較された。人骨から抽出されたY染色体はやや劣化していたが、現存する父系系列のどれとも一致せず、リチャード3世からボーフォート公爵ヘンリー・サマセットまでの19代の間に父性不一致が起きたことが示された（キングの研究によれば歴史上父性不一致が起こる確率は1世代あたり1-2%である）。
リチャード3世の専門家であるマイケル・ヒックス教授は、遺体がリチャード3世のものと証明するのにミトコンドリアDNAを使用することへひどく批判的で、「直系の母系遺伝で同じ母方先祖を持っている男性なら誰でも適格者だ」("any male sharing a maternal ancestress in the direct female line could qualify") と述べた。彼はまたレスターのチームがY染色体不一致を発表したことを批判し、レスターのチームが遺骨はリチャード3世のものだと結論付けても受け入れられないとした。彼は現在の科学的証拠に基づき、「リチャード3世と鑑定されるなんてあるわけない」("identification with Richard III is more unlikely than likely") と主張した。一方でヒックス自身は、リチャード3世の祖父リチャード・オブ・コニスバラがその母イザベラ・オブ・カスティルとエクセター公爵ジョン・ホランド（ヘンリー4世の義兄）の間に生まれた非嫡出子なのではないかという現代の説に注意を払っている（イザベラの本来の夫はエドワード3世の四男エドマンド・オブ・ラングリーである）。この一件が真実とすればボーフォート家とのY染色体の不一致は説明できるが、一方で遺体の身元証明にはなりえない。ヒックスはリチャード3世の母系子孫に繋がる別の候補者を示唆したが（例えばエグレモント男爵トマス・パーシーやリンカーン伯爵ジョン・ド・ラ・ポール）、自身の提案を支える証拠を得ることはできなかった。フィリッパ・ラングリーは証拠も集められなかったとしてヒックスの言説に反論した。

### 遺骨

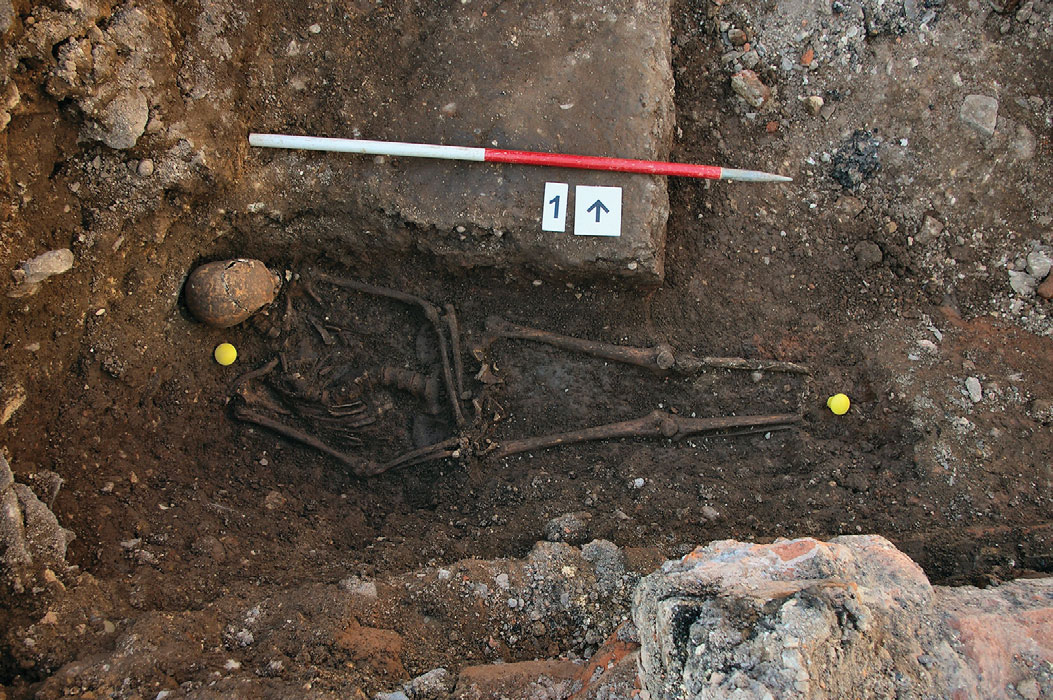
リチャード3世の遺骨、発見当時の状態

ジョー・アップルビー (Jo Appleby) による遺骨の骨学的調査により、遺骨はおおむね良好な状況で、足が失われた以外はほぼ完璧であった（足はヴィクトリア朝の建築で破壊された可能性がある）。遺体がひどい外傷を負っていたのは明白な事実だったが、遺骨をクリーニングした後で傷の更なる調査が行われた。頭蓋骨には2つの致命傷があった。後頭部の頭蓋底は刃で完全に斬られて脳が露出しており、加えて頭蓋骨の右側から刃で突かれ、この傷は脳を貫通して左側頭蓋骨の内側にも到達していた。頭蓋骨の他にも、先端のある武器が頭頂部を貫通した痕があった。頭蓋骨には、他にも貫通せずに刃で層が剥ぎ取られたような箇所があった。頭蓋骨や下顎骨に見られた複数の穴は、顎や頬に見られたダガーの創と一致した。王の頭蓋骨にあった複数の創から、当時彼は兜を着けていなかったと考えられ、馬が湿地に嵌まり込んだ後、兜を失ったか脱いでしまった可能性がある。右の肋骨1本・骨盤は鋭い武器で斬り付けられていた。ウィリアム・シェイクスピアの戯曲『リチャード三世』で描かれたような「萎びた腕」("withered arm") であったとの証拠は見つからなかった。
これに加え、遺体へは致命傷となった戦場での外傷の他に、死後の辱めとして亡骸になってから付けられたものがあることが分かった。遺体の傷からは鎧を剥ぎ取られ、胴体を刺されたことが分かり（背板はあったようだ）、骨盤部は鎧に覆われていたと推察されている。創は背部・臀部から付けられており（この部位は露出していたと分かる）、裸にされたリチャード3世が両手両足を左右に投げ出すように馬に括り付けられたという当時の記述と一致していた。他にも骨には至らず、骨学からは分からない外傷があった可能性はある。
頭部外傷は1485年にグトー・グリンが書いた詩の文章と一致していて、この中でグリンはウェールズ人騎士のサー・リース・アプ・トーマスがリチャード3世を殺して「猪の頭を剃った」("shaved the boar's head") と書いている。この記載はリチャード3世が斬首されたことの比喩表現と考えられていたが、遺体の頭には斬首の痕がなかった。頭蓋骨の創を見る限り、詩の記述は文字通りリチャード3世の頭がそぎ取られたことを示していると考えられる（骨がそぎ取られていたということは頭髪や皮膚も一緒に削がれた可能性がある）。当時の他の記述でも、リチャード3世の受けた頭部外傷と、致命傷を負わせた武器について明らかな記述がある。フランス人の年代記家ジャン・モリネは「ウェールズ人のひとりが彼の元にやってきて、ハルバードで死に至らせた」("one of the Welshmen then came after him, and struck him dead with a halberd.") と書いており、『レディ・ベッシーのバラード』"Ballad of Lady Bessie" では「彼らは脳みそから血が出るまで、彼の頭へ[王の]バシネットを打ち付けた」("they struck his bascinet to his head until his brains came out with blood.") と書かれている。これらの記述は王の頭部に与えられた外傷を確かに説明しうるものである。
発掘された遺骨の脊椎は明らかにS字状の走行をしており、幼少期からの脊椎側弯症の結果と考えられた。右側の肩が対側より明らかに高く、実際の身長も低くなっていたことは明らかだが、生前実際にこの姿勢だったかは分からず、現代でいうところの「せむし」（円背）だったかどうかも分からない 。遺骨は推定30〜34歳の男性と推定され、32歳で没したリチャード3世の年齢と一致していた。

### 放射性炭素年代測定とその他の科学的分析
2つの放射性炭素年代測定により、遺骨の年代は1430年から1460年頃（スコットランド大学環境研究センター、SUERC）ないし1412年から1449年頃（オックスフォード大学放射線炭素加速器部門 (Radiocarbon Accelerator Unit) ）と測定されたが、リチャード3世の死は1485年とされているため年代は早過ぎる。遺骨の質量分析から海産物を多量に摂取していたことが分かったが、この場合海洋リザーバー効果によって放射性炭素年代測定が実際より古く算出されることが知られている。ベイズ推定により、1475年から1530年の間に亡くなった可能性が68.2%、1450年から1540年の間に亡くなった可能性が95.4%と推定された。この結果自体は遺骨がリチャード3世のものと推定するには不十分だが、彼の没年はベイズ推定の範囲内に収まっている。豊かな海産物食を示唆した質量分析の結果は、歯2本・大腿骨・肋骨の同位体分析でも裏付けられた。歯や骨から抽出された炭素・窒素・酸素の同位体より、リチャード3世の食事には多くの淡水魚や外来の鳥類（例えば白鳥やツル、サギなど）、そして大量のワインが含まれていたことが分かり、いずれも当時の市場で出回る最高級品であった。遺骨の下にあった土の詳細分析から、死亡時に線虫が寄生していたことが分かっている。
発掘調査では、椎骨の下から鉄製の遺物が見つかり、鑑定の結果背中に埋まった鏃だったと推測された。X線撮影により、これはブリタンニアに遡ると推察される釘であり、偶然墓の下にあったか墓土が掘り返された際に出てきたものであって、遺体には何も及ぼしていなかったことが分かった。

## リチャード3世の身元同定とその他の発見
2013年2月4日、レスター大学は遺骨がリチャード3世のものだったと確証した。ミトコンドリアDNA鑑定、土壌鑑定、歯形鑑定、遺骨の身体的特徴がリチャード3世の外見と合致することから、遺体の身元はリチャード3世のものと同定された。骨学者のジョー・アップルビーは、「遺骨は細身の骨格、脊柱側弯症、そして戦傷といくつもの珍しい特徴を有している。これらは全てリチャード3世の人生や死の状況について知られている情報と合致している」("The skeleton has a number of unusual features: its slender build, the scoliosis, and the battle-related trauma. All of these are highly consistent with the information that we have about Richard III in life and about the circumstances of his death.") と述べた。
ダンディー大学で頭蓋顔面同定の教授を務めるキャロライン・ウィルキンソンは、リチャード3世協会の委託を受けて復顔に挑んだ。2014年2月14日にはレスター大学が、テュリ・キング率いるチームでリチャード3世とマイケル・イブセン（王の姉アン・オブ・ヨークの直系子孫）の全ゲノム解析に挑んでいると公表した。これによりリチャード3世は歴史上の人物で初めて全ゲノムがシークエンシングされることになった。2014年12月に "Nature Communications" に発表された論文では、リチャード3世の遺骨から抽出されたミトコンドリアゲノムがマイケル・イブセンのものと完全一致し、確実な存命子孫ともほぼ完璧に一致した。一方で、父系遺伝するはずのY染色体ハプログループは血統が確かな5人の子孫と一致せず、少なくとも1回の父性不一致が起きていたことが分かった。子孫5人のうちひとりのY染色体は他4人と異なっており、彼らを隔てる4世代でまた別の父性不一致が起こっていたことが示唆された。
発掘調査とその後の科学的分析を巡る物語は、チャンネル4にてドキュメンタリー "Richard III: The King in the Car Park"（直訳『リチャード3世：駐車場の王』）にまとめられ、2013年2月4日に放送された。番組は490万人が観たヒット番組となり、ロイヤル・テレビジョン・ソサエティ賞を獲得した。チャンネル4は続編として2014年2月27日に "Richard III: The Untold Story"（直訳『リチャード3世：語られざる物語』）を放送し、こちらでは遺骨の身元同定に繋がった科学的・考古学的分析に主眼が置かれた。

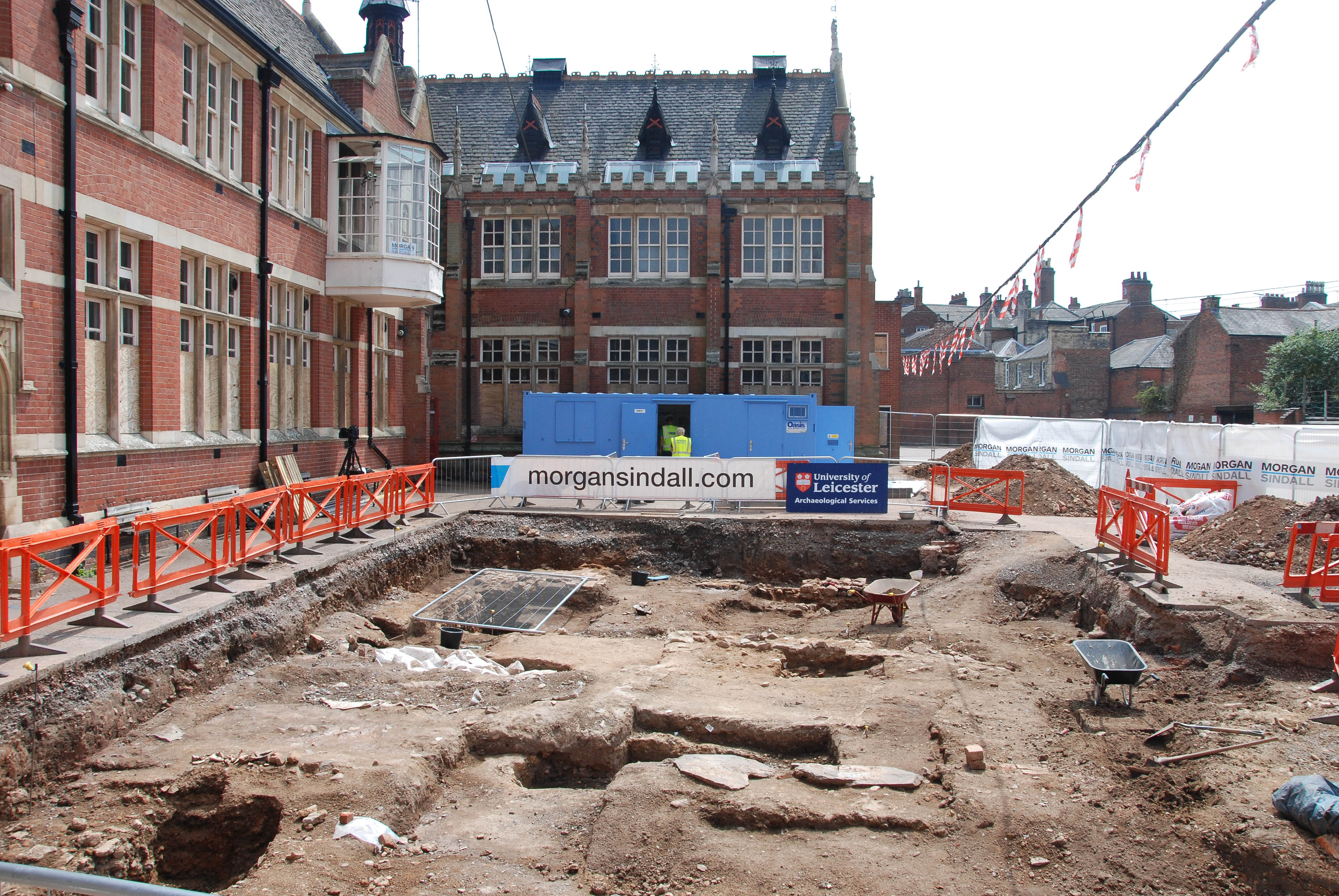
2013年7月の発掘で、グレイフライアーズの大半が日の目を見たほか、複数の埋葬者が発掘された

発掘現場は2013年7月に再発掘されたが、その目的は使われなくなった隣の学校施設の工事が始まる前に、修道院の更なる調査を行うことにあった。プロジェクトはレスター・シティ・カウンシルとレスター大学の共同出資で行われ、2012年の掘削より2倍幅の溝が1本掘られて発掘調査された。この発掘によりグレイフライアーズの聖職者席やクワイヤの位置が特定され、考古学者たちが以前立てていた修道院東側の間取りに関する仮説が証明されることになった。2012年に見つかっていたものの発掘されていなかった埋葬者3名が、再び発掘されることになった。ひとりはよく掘られた墓の中で木棺に納められていたが、もうひとつの木簡は聖職者席とクワイヤの下に跨がる形で見つかり、修道院建設より昔のものであることが示唆された。
2012年の発掘で見つかっていた石棺が初めて開けられることになり、その中に更に鉛の棺が納められていたことが分かった。内視鏡検査により、毛髪と死に装束・紐の一部が残る遺骨が納められていることがわかった。この遺骨は当初男性と考えられ、当地に葬られたと知られていた騎士サー・ウィリアム・デ・モートン (Sir William de Moton) のものと考えられていたが、後の調査によって女性のものと分かった（恐らくは上流階級の女性寄進者と考えられている）。鉛の棺は長距離移送に使われていたため、彼女は地元の人物とは限らない。

### 再埋葬計画の前に立ちはだかった諸問題
リチャード3世の遺体をレスター大聖堂に埋葬するというレスター大学の計画は、考古学者によって発掘されたキリスト教の埋葬者は本来の墓に最も近い教会に葬られるべきというイギリスの法的規範に則るものであり、掘削で見つかった人物を発掘調査するため司法省が与えた許可にある条件でもあった。イギリス王室は遺骨に対して一切の権利を主張せず、女王エリザベス2世は相談を受けたが王室で葬儀を行うという案は拒否したと報じられている。このことから、司法省は当初、レスター大学こそが遺骨の再埋葬先を最終決定できると認めていた。レスター大聖堂のキャノン・チャンセラー (Canon Chancellor) であるデイヴィッド・モンティース (David Monteith) は、リチャード3世の遺骨は2014年初めに「キリスト教主体ながらエキュメニカルな形で[=その他の宗教に配慮した形で]」("Christian-led but ecumenical service") 行われるだろうと述べ、正式な再埋葬というよりは追悼式の形であり、葬儀は埋葬と同時に行われるとした。

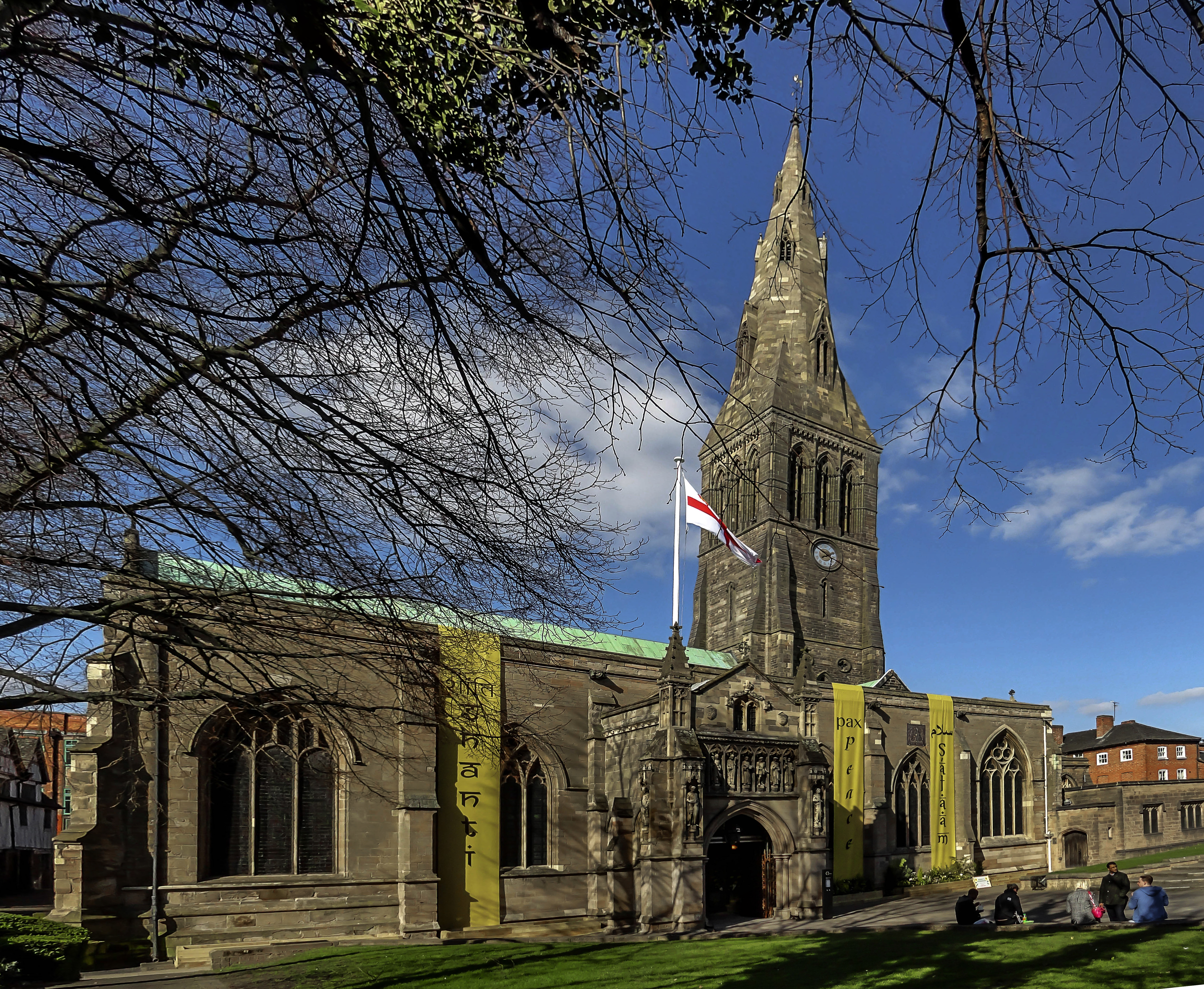
レスター大聖堂。リチャード3世は2015年3月にこの場所へ再埋葬された

埋葬場所には賛否両論あり、ローマ・カトリックならびにヨーク朝の君主としてより相応しい場所へ埋葬するようにとの提案が複数成された。王をその他17人のイングランド王・イギリス王が葬られているウェストミンスター寺院へ埋葬するよう求めるオンライン嘆願が行われた。また、リチャード3世自身が望んでいた埋葬場所との主張があるヨーク・ミンスター、ローマ・カトリック教会であるアランデル大聖堂、はたまた遺骨が見つかった場所であるレスターの駐車場が埋葬先として提案された。世論の支持を受けたのは2か所のみで、レスターはヨークより3,100人分多い署名を得た。問題はイギリス議会でも議論され、保守党議員で歴史家でもあるクリス・スキッドモアは国葬を提案したが、対する労働党のジョン・マン議員（バシトロー選挙区選出）は、自身の選挙区内でヨークとレスターの中間地点にあるワークソップに埋葬すべきと提案した。全ての提案はレスターで否定され、レスター市長のピーター・ソールズビーは「この遺骨は私の死体を踏み越えていかないかぎりレスターからは出られません」("Those bones leave Leicester over my dead body.") と発言した。
リチャード3世の兄弟の子孫を自称する団体プランタジネット同盟が法廷闘争に持ち込んだことから、埋葬場所は1年近くにわたって宙ぶらりんのままになった。自らを「陛下の代理人にして代弁者」("his Majesty's representatives and voice") と称するこのグループは、リチャード3世はヨーク・ミンスターに埋葬されるべきで、それこそが彼の「望み」("wish") なのだと主張した。レスター大聖堂主任司祭はこの法廷闘争自体が「冒涜」("disrespectful") と述べ、この問題が決着するまで一銭も出資しないと述べた。歴史家たちは、リチャード3世がヨークへの埋葬を望んでいた証拠はどこにもないと証言した。ヨーク大学のマーク・オームロッドは、リチャード3世が自身の埋葬場所について具体的な案を考えていたとは思えないと懐疑論を示した。プランタジネット同盟の存在自体が議論の的となった。数学者のロブ・イースタウェイがリチャード3世のきょうだいには100万人以上の存命子孫がいると算出し、「我々全員にレスターかヨークか投票する権利があるに違いない」("we should all have the chance to vote on Leicester versus York.") と揶揄した。
2013年8月、チャールズ・ハッドン＝ケイヴ判事は、当初の埋葬計画が「リチャード3世の遺体がどのように、そしてどこへ適切に改葬されるべきか、広く諮る」("to consult widely as to how and where Richard III's remains should appropriately be reinterred") というコモン・ローの義務を無視ししたことから、司法審査を行う許可を与えた。司法審査は2014年3月13日に始まり、2日で終わる予定だったが、最終決定は4〜6週間繰り延べられた。ヘザー・ハレット判事はダンカン・ウーズリー判事、ハッドン＝ケイヴ判事と共に、裁判所は判決を検討するため時間を要するのだと述べた。5月23日、高等法院は「諮問の義務がない」("no duty to consult")、「裁判所が[埋葬を]妨げる典拠となるいかなる法律も存在しない」("no public law grounds for the court to interfere") と述べ、レスターでの再埋葬が可能となった。訴訟には24万5千ポンドがかかったが、これは元の調査にかかった金額よりはるかに高額であった。

### 再埋葬と記念行事
2013年2月、レスター大聖堂はリチャード3世の遺体改葬に向けた手順と日程表を発表した。大聖堂幹部たちは、大聖堂内の「名誉ある場所」("place of honour") に埋葬する計画を立てた。1982年にチャンセルへ設置された記念の石板を修正するような形で、平らなレジャー・ストーンを設置するという当初の計画は、不人気に終わった。リチャード3世協会のメンバーやレスター市民の住民投票では箱型の墓が一番人気であった。2014年6月にはキルケニー・マーブル製台座の上にスウェールデール産化石でできた箱型の墓が載ったデザインが公表された。この月、レスターのキャッスル・ガーデンズ (Castle Gardens) にあったリチャード3世像が再設計されたカテドラル・ガーデンズ（レスター大聖堂内の庭園）に移され、庭園は2014年7月5日に再公開された。
再埋葬に関する行事は2015年3月22日から27日にかけて約1週間の日程で行われた。
2015年3月22日（日）
リチャード3世の遺骨は鉛製の骨壺 (Ossuary) へ納められ、木棺へ横たえられた 。遺体はレスター大学からレスター大聖堂へと移され、道中リチャード3世最後の旅を辿るように、ボズワースの戦いの起こったフェン・レーン・ファーム (Fenn Lane Farm) 、ダドリントン、サットン・チーニー、アンビオン・ヒルのボズワース古戦場遺産センター (Bosworth Battlefield Heritage Centre) 、マーケット・ボズワースを通った。棺はコーンウォール公領産のイングリッシュ・オークでマイケル・イブセン（ミトコンドリアDNAを提供し身元鑑定に協力した遠縁の子孫）が作成し、レスター市内に入る際に霊柩車から4頭立て馬車の霊柩馬車に載せ替えられた。
2015年3月23日（月） – 25日（水）
遺体は大聖堂内に安置され、一般公開された。棺を見るための待ち時間は4時間を越えたと報じられた。
2015年3月23日（月）
ウェストミンスター大司教であるヴィンセント・ニコルズ枢機卿が、カトリック教会の教区教会である聖十字小修道院ならびに聖十字教会 (Holy Cross Church) でリチャード3世の魂を弔うミサを行った。
2015年3月26日（木）
カンタベリー大主教ジャスティン・ウェルビーやその他のキリスト教宗派の幹部が出席する中、再埋葬の儀が執り行われた。儀式の様子はチャンネル4で生中継され、リチャード3世やボズワースの戦いをはじめとした戦乱での犠牲者を悼む追悼式も行われた。リチャード3世の遠縁に当たる俳優のベネディクト・カンバーバッチ（この直後BBCのシェイクスピア翻案劇『ホロウ・クラウン/嘆きの王冠』でリチャード3世役を演じることになっていた）がイギリスの桂冠詩人キャロル・アン・ダフィーが書いた詩を朗読した。イギリス王室からはソフィー (ウェセックス伯爵夫人)、リチャード (グロスター公)、バージット (グロスター公爵夫人)が出席した（因みにリチャード3世は王座に就く前グロスター公であった）。式中には、リオネル・パワーによる『詩篇138』の一場面、ジュディス・ビンガムが礼拝のために作曲した頌歌 "Ghostly Grace"、フィリップ・ムーアによる『詩篇150』の一場面、ジュディス・ウィアーが編曲した『女王陛下万歳』などの楽曲が演奏された。
2015年3月27日（金）
レスター大聖堂で行われた公開礼拝で新たな墓が一般にお披露目され、その後レスター全域で記念式典が行われた。

## 反応

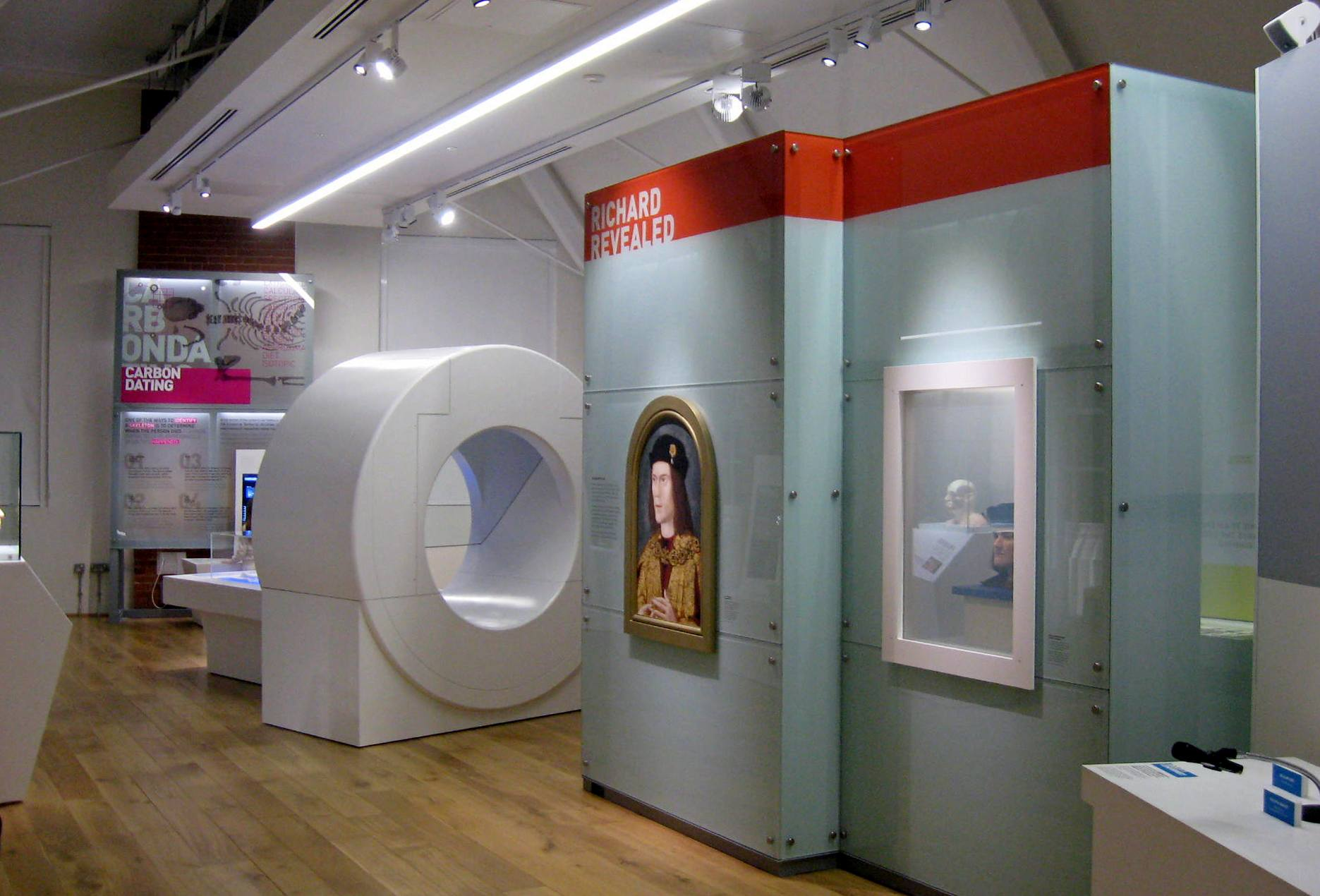
レスターにあるリチャード3世王ビジターセンター展示室のひとつ

発掘調査の後、レスター・シティ・カウンシルは市中心部にあるギルドホールで、リチャード3世に関する企画展を催した。カウンシルは恒常的な施設の建設についても公表し、85万ポンドをかけてレスター・グラマー・スクールの敷地だったセント・マーティンズ・プレイス (St Martin's Place) の土地を取得した（この場所はレスター大聖堂からピーコック・レーン (Peacock Lane) を挟んで反対側である）。この場所は遺体が見つかった駐車場に隣接しており、グレイフライアーズのチャンセル上に相当する。この場所には建設費450万ポンドでリチャード3世王ビジターセンターが建てられ、リチャード3世の人生・死・埋葬から再発見までの物語が展示され、加えてフィリッパ・ラングリーのウェリントン・ブーツや、考古学者マシュー・モリス (Mathew Morris) が身に着けていたヘルメットや蛍光ジャケットなど、遺骨発掘当日にスタッフが着用していたものなども納められている。利用者はガラス床ごしに墓のあった場所を覗ける。センターは2014年7月にオープンし、カウンシルは年間10万人の利用者を見込んだ。
ノルウェーでは考古学者のオイスタイン・エクロル (Øystein Ekroll) が、イングランド王の再発見という歴史的イベントが自国にも波及しないかと期待していた。ヘンリー1世・エドワード5世といった例外を除き、11世紀以来全てのイングランド・イギリス君主の墓所ははっきりしているが、ノルウェーでは中世の王約25人が国内あちこちの墓標のない墓に埋葬されている。エクロルは手始めにハーラル3世探しに取り掛かることにしたが、王はトロンハイムに名もなく埋葬されたと考えられ、その場所は現在一般道になっている。2006年には発掘に取り掛かろうと計画が立ち上がったが、計画はノルウェー文化遺産総局 (Riksantikvaren) に阻止された。
レスター大学発掘調査隊のリチャード・バックリーは、リチャード3世がもし見つかれば「自分の帽子を食う」("eat his hat") と息巻いていたが、同僚が焼いた帽子型のケーキを食べてこの約束を果たした。後にバックリーは次のように述べている。
最先端の研究がこの計画に注ぎ込まれ、仕事はまだ始まったばかりである。非常に精密な炭素年代測定や医学的証拠などの知見は、その他の研究の目標点となるだろう。そして勿論、これは信じられないほど素晴らしい物語である。彼自身は議論の多い人物だが、人々は駐車場の下から彼が見つかったという事実を愛し、全ての事柄が最も驚嘆すべき方法で明らかになった。埋め合わせなんてできないだろう。
(Cutting-edge research has been used in the project and the work has really only just begun. The discoveries, such as the very precise carbon dating and medical evidence, will serve as a benchmark for other studies. And it is, of course, an incredible story. He's a controversial figure; people love the idea he was found under a car park; the whole thing unfolded in the most amazing way. You couldn't make it up.)
2016年にレスター・シティFCが創設以来初めてプレミアリーグを制した時、王の発見とその後の好意的な露出、自然体の優れたモラルが、クラブの優勝へと導いたのではないかと指摘するコメンテーターがいた。埋葬の数日後、チームは最下位から連勝を続けて入れ替え戦を免れ、翌年にはリーグ優勝を成し遂げた。ピーター・ソールズビー市長は次のようにコメントした。
本当に長い間、レスターの人々は自分たちの成果や自分たちが今住む街について奥ゆかしく生きてきた。今や——まずリチャード3世王の発見、次いでフォックシズの驚異的なシーズンに感謝だが——我々にも国際的なスポットライトの下に進むべき時が来たのだ。

For too long, people in Leicester have been modest about their achievements and the city they live in. Now – thanks first to the discovery of King Richard III and the Foxes' phenomenal season – it's our time to step into the international limelight.
これら2つの出来事を基にして、2016年にはマイケル・モーパーゴが児童文学『弱小FCのきせき 幽霊王とキツネの大作戦』"The Fox and the Ghost King" を執筆したが、その筋書きは駐車場下の墓から解放された礼として、リチャード3世の幽霊がサッカーチームを手助けするというものになっている。